# Vladimir Vusatîi
Vladimir Vusatîi, ukr. Володимир Іванович Вусатий, Wołodymyr Iwanowycz Wusaty, ros. Владимир Иванович Вусатый, Władimir Iwanowicz Wusaty (ur. 21 sierpnia 1954 w Winnicy) – mołdawski piłkarz pochodzenia ukraińskiego, trener piłkarski.

## Kariera piłkarska
Występował w drużynie Volna Soroki.

## Kariera trenerska
Po zakończeniu kariery piłkarza rozpoczął pracę szkoleniowca. W 1991 pracował na stanowisku dyrektora sportowego klubu Bugeac Komrat. W sezonie 1993/94 trenował Nord-Am-Podilla Chmielnicki. Potem prowadził mołdawskie kluby Speranța Nisporeni, Zaria Bielce, Tighina Bendery, Sportul Studentesc Kiszyniów, Agro Kiszyniów i Tiligul Tyraspol. W sierpniu 2003 został mianowany na stanowisko głównego trenera młodzieżowej reprezentacji Mołdawii. Trenował FC Petrocub Sărata-Galbenă. Potem kierował reprezentację Mołdawii w futsalu. Latem 2014 objął stanowisko głównego trenera klubu Academia UTM Kiszyniów.

## Sukcesy i odznaczenia

### Sukcesy trenerskie
Reprezentacja Mołdawii w futsalu
- zdobywca Pucharu FMF: 2015